# CAF Confederation Cup 2014
De CAF Confederation Cup 2014 is de negende editie van dit voetbaltoernooi dat door de Afrikaanse voetbalbond CAF wordt georganiseerd. Titelhouder is CS Sfaxien uit Tunesië.

## Data
Programma voor de CAF Confederatios Cup 2014.
| Fase          | Ronde         | Heenduel            | Return               |
| ------------- | ------------- | ------------------- | -------------------- |
| Kwalificatie  | Voorronde     | 7-9 februari        | 14-16 februari       |
| Kwalificatie  | 1e ronde      | 28 februari-2 maart | 7-9 maart            |
| Kwalificatie  | 2e ronde      | 21-23 maart         | 28-30 maart          |
| Kwalificatie  | Play-off      | 18-20 april         | 25-27 april          |
| Groepsfase    | Speeldag 1    | 16-18 mei           | 16-18 mei            |
| Groepsfase    | Speeldag 2    | 23-25 mei           | 23-25 mei            |
| Groepsfase    | Speeldag 3    | 6-8 juni 2014       | 6-8 juni 2014        |
| Groepsfase    | Speeldag 4    | 25-27 juli 2014     | 25-27 juli 2014      |
| Groepsfase    | Speeldag 5    | 8-10 augustus 2014  | 8-10 augustus 2014   |
| Groepsfase    | Speeldag 6    | 22-24 augustus 2014 | 22-24 augustus 2014  |
| Knock-outfase | Halve finales | 19-21 september     | 26-28 september 2014 |
| Knock-outfase | Finale        | 28-30 november      | 5-7 december         |

## Kwalificatie
Het programma van de voor-, eerste- en tweede ronde werd bekendgemaakt op 16 december 2013 in Marrakech, Marokko. De kwalificatiewedstrijden werden over twee wedstrijden gespeeld waarbij de uitdoelpuntenregel van toepassing was. Als beide teams na twee wedstrijden gelijk stonden volgde meteen de strafschoppenserie (er vond geen verlenging plaats).

### Voorronde
| Team 1               | Tot.         | Team 2                     | 1e wedstr. | 2e wedstr. |
| -------------------- | ------------ | -------------------------- | ---------- | ---------- |
| Red Lions FC         | *            | Estrela de Cantanhez       |            |            |
| AFC Leopards         | 4-1          | Defence                    | 2-0        | 2-1        |
| AS Douanes Lomé      | 3-1          | CI Kamsar                  | 2-0        | 1-1        |
| AS Kigali            | 2-1          | Académie Tchité FC         | 1-0        | 1-1        |
| AS Kondzo            | 3-3 (u)      | Young Sports Academy       | 2-0        | 1-3        |
| CS Don Bosco         | 3-1          | Victoria University SC     | 3-0        | 0-1        |
| Difaa El Jadida      | 1-0          | AS SONABEL                 | 1-0        | 0-0        |
| Ebusua Dwarfs        | 1-0          | ASC Diaraf                 | 1-0        | 0-0        |
| How Mine FC          | 6-1          | Chuoni FC                  | 4-0        | 2-1        |
| St Michel United     | 3-3 ns (7-6) | ASSM Elgeco Plus           | 2-1        | 1-2        |
| SuperSport United FC | 3-0          | Gaborone United            | 2-0        | 1-0        |
| Union Douala         | 4-2          | Aslad Moundou              | 3-0        | 1-2        |
| African Stars        | 2-3          | Atlético Petróleos Luanda  | 2-0        | 0-3        |
| Al-Malakia FC        | 1-5          | CARA Brazzaville           | 0-1        | 1-4        |
| CF Mounana           | 3-4          | CD Huíla                   | 3-1        | 0-3        |
| Al Ahly Tripoli      | 1-2          | Cercle Olympique de Bamako | 1-1        | 0-1        |
| ASN Nigelec          | 3-4          | CS Constantine             | 2-0        | 1-4        |
| Azam FC              | 1-2          | Ferroviário da Beira       | 1-0        | 0-2        |
| RSLAF                | 0-3          | Gamtel FC                  | 0-1        | 0-2        |
| The Panthers FC      | 1-4          | Medeama SC                 | 1-2        | 0-2        |
| Al-Ahli Atbara       | 1-1 (u)      | MK Etanchéité              | 1-1        | 0-0        |

* Red Lions door nadat Estrela de Cantanhez zich terug trok.

### Eerste ronde
| Team 1                     | Tot.         | Team 2                    | 1e wedstr. | 2e wedstr. |
| -------------------------- | ------------ | ------------------------- | ---------- | ---------- |
| AS Kigali                  | 1-1 ns (5-4) | Al-Ahly Shendi            | 1-0        | 0-1        |
| How Mine FC                | 6-4          | St Michel United          | 5-1        | 1-3        |
| Medeama SC                 | 4-2          | Maghreb Fez               | 3-0        | 1-2        |
| Supersport United FC       | 4-2          | AFC Leopards              | 2-0        | 2-2        |
| Cercle Olympique de Bamako | 1-3          | ASEC Mimosas              | 0-2        | 1-1        |
| Ebusua Dwarfs              | 2-4          | Atlético Petróleos Luanda | 2-0        | 0-4        |
| AS Kondzo                  | 0-2          | Bayelsa United            | 0-0        | 0-2        |
| CD Huíla                   | 0-3          | CA Bizertin               | 0-1        | 0-2        |
| Red Lions FC               | 0-3          | CS Constantine            | 0-1        | 0-2        |
| CS Don Bosco               | 2-2 (u)      | Djoliba AC                | 2-1        | 0-1        |
| CARA Brazzaville           | 1-3          | Étoile du Sahel           | 1-0        | 0-3        |
| Gamtel FC                  | 0-6          | Difaa El Jadida           | 0-2        | 0-4        |
| MK Etanchéité              | 0-0 ns (3-4) | Ismaily SC                | 0-0        | 0-0        |
| AAS Douanes Lomé           | 1-3          | Wadi Degla                | 1-1        | 0-2        |
| Union Douala               | 3-4          | Warri Wolves              | 2-3        | 1-1        |
| Ferroviário da Beira       | 0-1          | ZESCO United              | 0-0        | 0-1        |

### Tweede Ronde
| Team 1                   | Tot.         | Team 2                    | 1e wedstr. | 2e wedstr. |
| ------------------------ | ------------ | ------------------------- | ---------- | ---------- |
| Étoile Sportive du Sahel | 5-1          | Supersport United FC      | 1-0        | 4-1        |
| Medeama SC               | 2-1          | ZESCO United              | 2-0        | 0-1        |
| CS Constantine           | 1-6          | ASEC Mimosas              | 1-0        | 0-6        |
| Ismailia SC              | 0-1          | Atlético Petróleos Luanda | 0-0        | 0-1        |
| How Mine FC              | 2-3          | Bayelsa United FC         | 2-1        | 0-2        |
| Warri Wolves FC          | 1-2          | CA Bizertin               | 0-0        | 1-2        |
| AS Kigali                | 1-3          | Difaa El Jadida           | 1-0        | 0-3        |
| Wadi Degla FC            | 2-2 ns (4-5) | Djoliba AC                | 2-0        | 0-2        |

### Play-off ronde
In deze ronde stroomden de acht verliezers van de tweede ronde van de CAF Champions League 2014 in. De loting vond op 1 april plaats.
| Team 1                   | Tot.         | Team 2             | 1e wedstr. | 2e wedstr. |
| ------------------------ | ------------ | ------------------ | ---------- | ---------- |
| AC Léopards              | 2-2 ns (5-4) | Medeama SC         | 2-0        | 0-2        |
| Al-Ahly                  | 2-2 (u)      | Difaa El Jadida    | 1-0        | 1-2        |
| AS Real Bamako           | 2-1          | Djoliba AC         | 2-1        | 0-0        |
| Cotonsport Garoua        | 4-3          | Atlético Petróleos | 2-1        | 2-2        |
| Nkana FC                 | 1-1 (u)      | CA Bizertin        | 0-0        | 1-1        |
| Séwé Sports de San Pedro | 3-0          | Bayelsa United     | 2-0        | 1-0        |
| Kaizer Chiefs            | 1-3          | ASEC Mimosas       | 1-2        | 0-1        |
| Horoya AC                | 0-1          | Étoile du Sahel    | 0-0        | 0-1        |

## Groepsfase
De acht winnaars van de tweede ronde werden in twee groepen van vier teams ingedeeld. De loting vond op 29 april plaats, evenals het verdere speelschema in de knock-outfase.

### Groep A
| Team              | AW | W | G | V | DV | DT | DS | Pts |
| ----------------- | -- | - | - | - | -- | -- | -- | --- |
| AC Léopards       | 6  | 3 | 2 | 1 | 11 | 4  | +7 | 11  |
| Cotonsport Garoua | 6  | 3 | 2 | 1 | 8  | 9  | −1 | 11  |
| AS Real Bamako    | 6  | 1 | 3 | 2 | 6  | 7  | −1 | 6   |
| ASEC Mimosas      | 6  | 0 | 3 | 3 | 5  | 10 | −5 | 3   |

AC Léopards is hoger geplaatst dan Cotonsport Garoua op basis van onderling resultaat.

### Groep B
| Team            | AW | W | G | V | DV | DT | DS | Pts |
| --------------- | -- | - | - | - | -- | -- | -- | --- |
| Al-Ahly         | 6  | 2 | 3 | 1 | 5  | 3  | +2 | 9   |
| Séwé Sports     | 6  | 2 | 3 | 1 | 7  | 4  | +3 | 9   |
| Nkana FC        | 6  | 2 | 1 | 3 | 9  | 13 | −4 | 7   |
| Étoile du Sahel | 6  | 1 | 3 | 2 | 9  | 10 | −1 | 6   |

Al-Ahly is hoger geplaatst dan Séwé Sports op basis van onderling resultaat.

## Knock-outfase

### Halve finales
| Team 1            | Tot.  | Team 2      | 1e wedstr. | 2e wedstr. |
| ----------------- | ----- | ----------- | ---------- | ---------- |
| Séwé Sports       | 1 - 0 | AC Léopards | 1 - 0      | 0 - 0      |
| Cotonsport Garoua | 1 - 3 | Al-Ahly     | 0 - 1      | 1 - 2      |

### Finale
| Team 1      | Tot.      | Team 2  | 1e wedstr. | 2e wedstr. |
| ----------- | --------- | ------- | ---------- | ---------- |
| Séwé Sports | 2 - 2 (u) | Al-Ahly | 2 - 1      | 0 - 1      |

2004 · 2005 · 2006 · 2007 · 2008 · 2009 · 2010 · 2011 · 2012 · 2013 · 2014 · 2015 · 2016 · 2017 · 2018 · 2018/19 · 2019/20 · 2020/21